# Villino Florio
Le Villino Florio all'Olivuzza est une résidence bourgeoise historique de style Art Nouveau, située près de la Zisa à Palerme. Il est conçu par Ernesto Basile pour la famille Florio et construit en 1899. 

## Histoire
La villa, entourée d'un jardin maintenant entouré de nouveaux bâtiments hauts, a été construite à la demande de la riche famille Florio par l'architecte Ernesto Basile et construite entre 1899 et 1902 dans le vaste domaine de l'Olivuzza des Florio. 
Le Villino all'Olivuzza, comme on l'appelle, a été construit entre 1899 et 1900. C'est un exemple concret de ce que le célèbre architecte entendait par "conception intégrale": synthèse d'éléments médiévaux, lignes courbes modernes, sculptures florales raffinées, surfaces baroques, fermes nordiques, tourelles faisant référence aux châteaux français, colonnes romanes et bugnati Renaissance, mélangées dans un chef-d'œuvre d'originalité. 
Basile a également conçu les intérieurs et les meubles fabriqués par Ducrot en 1902. Après la guerre, le Villino a été abandonné, puis un incendie, déclenché en 1962 par la mafia pour tenter de récupérer le terrain, a détruit ses salons et ses chambres. 
Symbole de l'architecture Liberty en vogue à Palerme au début du XXe siècle, il appartient aujourd'hui à la Région.

## Description
C'est l'une des premières œuvres architecturales italienne en style Liberty et il est considéré comme l'un des chefs-d'œuvre de l'Art Nouveau au niveau européen. Après l'âge d'or de la famille, le chalet est tombé en désuétude jusqu'à l'incendie de 1962 qui a endommagé une partie de l'intérieur. Après la restauration, il a accueilli les bureaux du Département régional d'architecture et d'art contemporain et est l'un des bureaux de représentation de la région sicilienne. Entre 2005 et 2015, le jardin du Villino Florio a subi une restauration lourde et controversée . Le jardin retrouve son tracé et sa flore d'origine. 

## Images

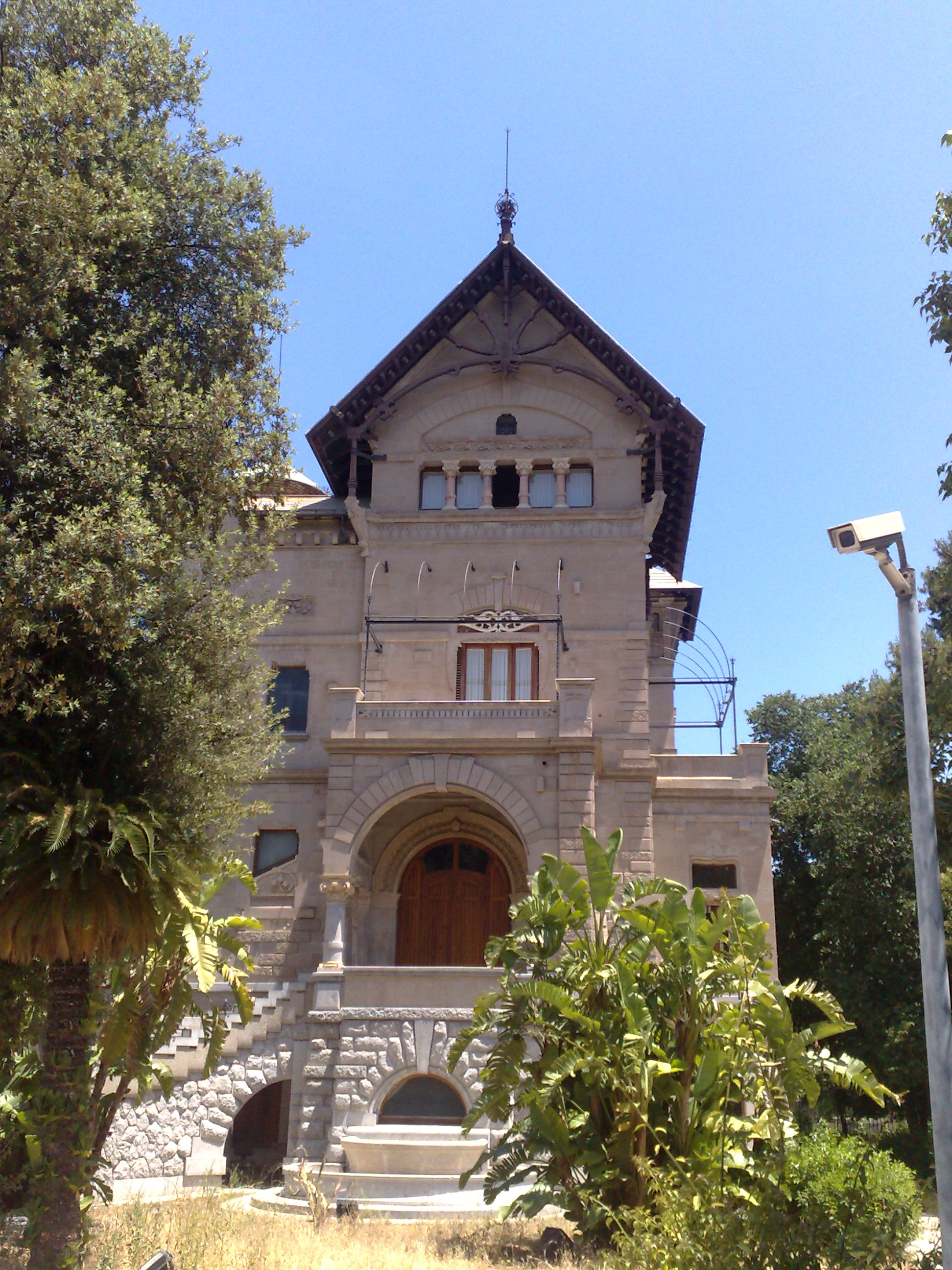
Entrée du Villino Florio
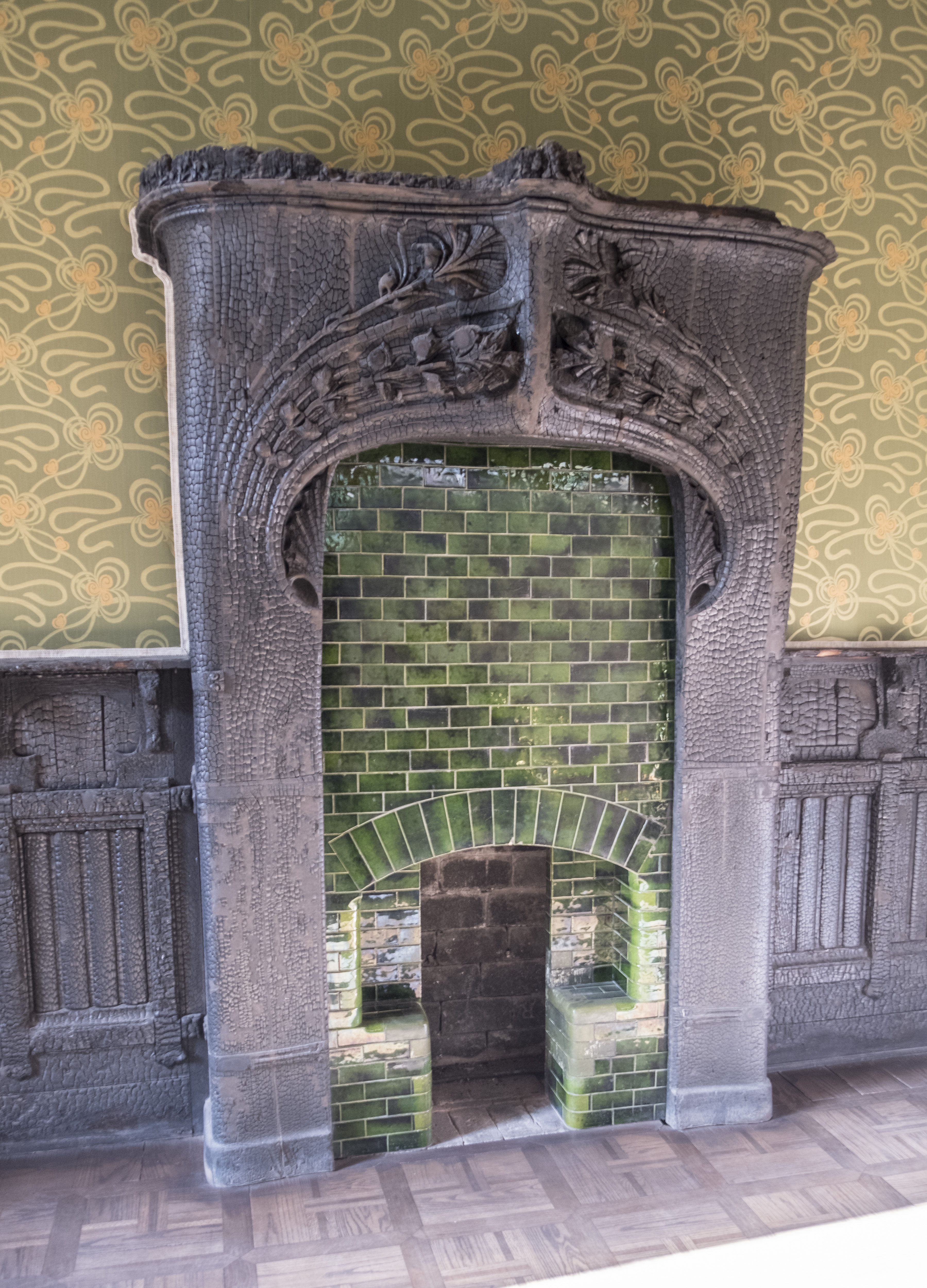
Une cheminée dans le Villino dell'Olivuzza